# Origine Cycles
 (juillet 2021).
La mise en forme du texte ne suit pas les recommandations de Wikipédia : il faut le « wikifier ».
Les points d'amélioration suivants sont les cas les plus fréquents. Le détail des points à revoir est peut-être précisé sur la page de discussion.
- Les titres sont pré-formatés par le logiciel. Ils ne sont ni en capitales, ni en gras.
- Le texte ne doit pas être écrit en capitales (les noms de famille non plus), ni en gras, ni en italique, ni en « petit »…
- Le gras n'est utilisé que pour surligner le titre de l'article dans l'introduction, une seule fois.
- L'italique est rarement utilisé : mots en langue étrangère, titres d'œuvres, noms de bateaux, etc.
- Les citations ne sont pas en italique mais en corps de texte normal. Elles sont entourées par des guillemets français : « et ».
- Les listes à puces sont à éviter, des paragraphes rédigés étant largement préférés. Les tableaux sont à réserver à la présentation de données structurées (résultats, etc.).
- Les appels de note de bas de page (petits chiffres en exposant, introduits par l'outil «  Source ») sont à placer entre la fin de phrase et le point final[comme ça].
- Les liens internes (vers d'autres articles de Wikipédia) sont à choisir avec parcimonie. Créez des liens vers des articles approfondissant le sujet. Les termes génériques sans rapport avec le sujet sont à éviter, ainsi que les répétitions de liens vers un même terme.
- Les liens externes sont à placer uniquement dans une section « Liens externes », à la fin de l'article. Ces liens sont à choisir avec parcimonie suivant les règles définies. Si un lien sert de source à l'article, son insertion dans le texte est à faire par les notes de bas de page.
- La présentation des références doit suivre les conventions bibliographiques. Il est recommandé d'utiliser les modèles {{Ouvrage}}, {{Chapitre}}, {{Article}}, {{Lien web}} et/ou {{Bibliographie}}. Le mode d'édition visuel peut mettre en forme automatiquement les références.
- Insérer une infobox (cadre d'informations à droite) n'est pas obligatoire pour parachever la mise en page.

Pour une aide détaillée, merci de consulter Aide:Wikification.
Si vous pensez que ces points ont été résolus, vous pouvez retirer ce bandeau et améliorer la mise en forme d'un autre article.
Origine Cycles est une entreprise installée à Rouvignies, dans le département français du Nord, reconnue principalement pour la fabrication de vélos en carbone.

## Histoire
Origine Cycles est fondée en 2012 par Yves Amiel, ex-PDG de Quantum, Pierre-Henri Morel ex-DG de JouéClub, et Rémi Lefevre. Le fabricant de cycles se positionne sur le haut de gamme et le made in France.  
La société distribue exclusivement sur internet, sans passer par des réseaux de revendeurs. Un configurateur en ligne permet de personnaliser chaque vélo, composants et géométrie. 
En 2018, la marque présente son premier VTT, le Théorème, à l'occasion du Roc d'Azur[source insuffisante].
En 2020, Origine Cycles a réalisé 8,3 millions d'euros de chiffre d'affaires puis 11 millions en 2021.  
Depuis mars 2021, les vélos Origine arrivent sur les courses cyclistes professionnelles UCI, dont le Tour de France, via l'assistance neutre Shimano. 
Pour agrandir ses locaux, la société déménage en décembre 2023 sur le site de Rouvignies. La société fait l'achat d'un terrain de 3,6 hectares et a fait construire un bâtiment sur mesure et high-tech, pour accueillir sa centaine de salariés. L'investissement représente une somme de 11 millions d'euros. 

## Gamme
Les vélos proposés sont de type route, tout terrain ou gravel. Depuis 2022, Origine a ajouté une gamme à assistance électrique en complètement de sa gamme existante.
| Vélos route | Vélo tout terrain         | Vélos gravel | Vélos urbains    |
| ----------- | ------------------------- | ------------ | ---------------- |
| Axxome      | Théorème (cross country)  | Graxx        |                  |
| Tuxedo      | Naja (trail)              | Trail        |                  |
| Fraxion     | Théorème FS (downcountry) | Explore      |                  |
| Help Road*  |                           | Help Gravel* | Help Fast Urban* |

(*) Vélos à assistance électrique
En septembre 2020, Origine Cycles lance Prymahl, sa nouvelle marque de roues fabriquées en France.

## Prix et distinctions
- Graxx II : Top Vélo Awards Gravel 2021[12].
- Axxome 3 GTR : Top Vélo de l’Année 2023[13].